# NHL Stadium Series 2017

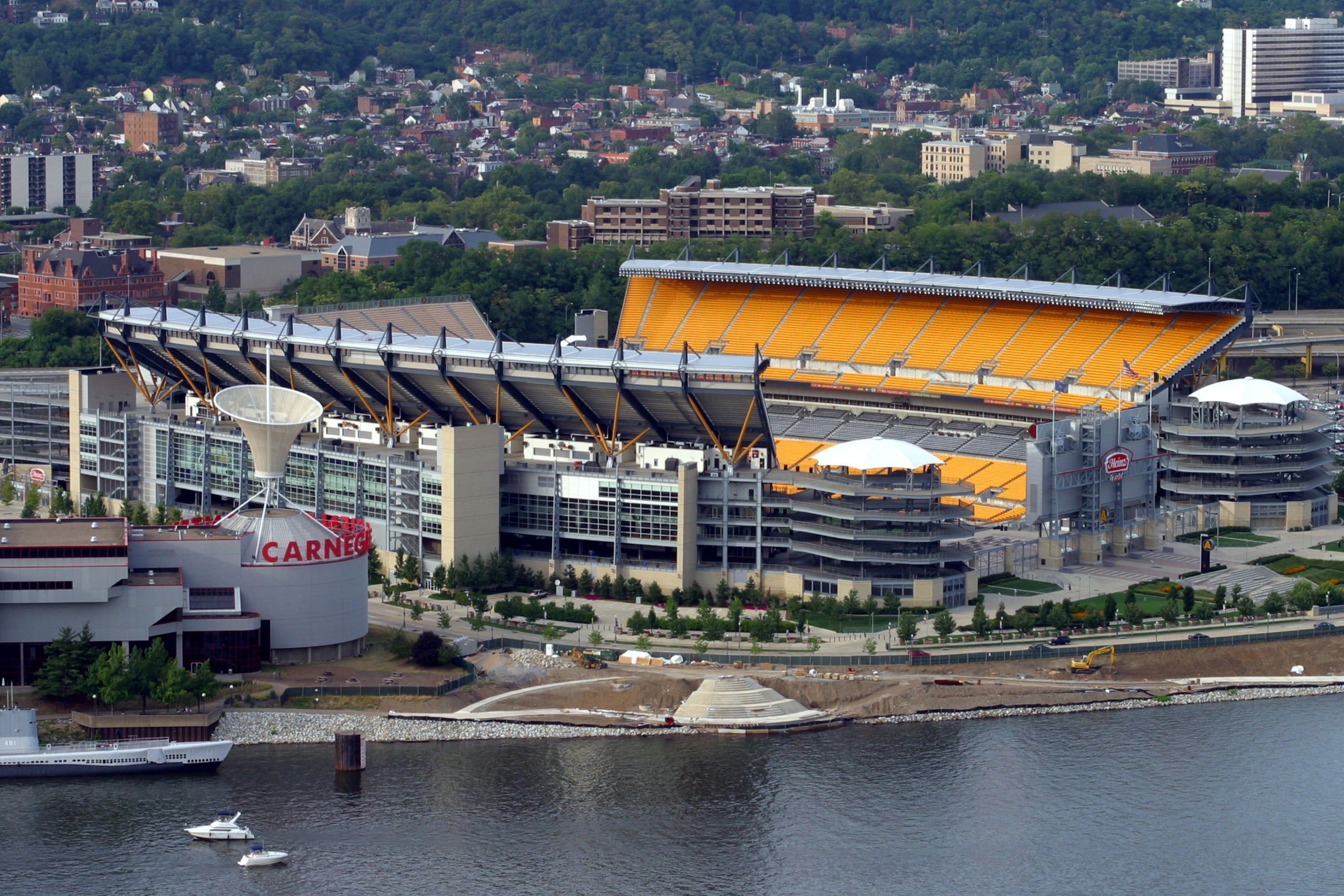
Arenan som stod värd för sportarrangemanget.

Coors Light NHL Stadium Series 2017 var ett sportarrangemang i den nordamerikanska ishockeyligan National Hockey League (NHL) där en grundspelsmatch spelades utomhus mellan delstatsrivalerna Pittsburgh Penguins och Philadelphia Flyers på Heinz Field i Pittsburgh, Pennsylvania i USA den 25 februari 2017.

## Matchen

### Laguppställningarna
| Vänsterforwards  | Centrar             | Högerforwards    |
| ---------------- | ------------------- | ---------------- |
| Carl Hagelin     | Sidney Crosby (C)   | Patric Hörnqvist |
| Chris Kunitz (A) | Jevgenij Malkin (A) | Phil Kessel      |
| Jake Guentzel    | Nick Bonino         | Scott Wilson     |
| Tom Kühnhackl    | Matt Cullen         | Eric Fehr        |
| Backar           |                     | Backar           |
| Brian Dumoulin   |                     | Ron Hainsey      |
| Ian Cole         |                     | Justin Schultz   |
| Cameron Gaunce   |                     | Chad Ruhwedel    |
|                  | Målvakter           |                  |
|                  | Matt Murray         |                  |
|                  | Marc-André Fleury   |                  |
|                  | Tränare             |                  |
|                  | Mike Sullivan       |                  |

| Vänsterforwards  | Centrar                  | Högerforwards       |
| ---------------- | ------------------------ | ------------------- |
| Jordan Weal      | Claude Giroux (C)        | Wayne Simmonds (A)  |
| Nick Cousins     | Brayden Schenn           | Jakub Voráček       |
| Michael Raffl    | Sean Couturier           | Matt Read           |
| Chris VandeVelde | Pierre-Édouard Bellemare | Dale Weise          |
| Backar           |                          | Backar              |
| Ivan Provorov    |                          | Andrew MacDonald    |
| Mark Streit (A)  |                          | Shayne Gostisbehere |
| Radko Gudas      |                          | Brandon Manning     |
|                  | Målvakter                |                     |
|                  | Michal Neuvirth          |                     |
|                  | Steve Mason              |                     |
|                  | Tränare                  |                     |
|                  | Dave Hakstol             |                     |

### Resultatet
|  | 25 februari 2017 | Pittsburgh Penguins | 4 – 2   | Philadelphia Flyers | Heinz Field | |
|  |                  | Första perioden: Sidney Crosby (11:18) Assists: Guentzel, Wilson Andra perioden: Nick Bonino (PP) (6:44) Assists: Guentzel, Dumoulin Tredje perioden: Matt Cullen (1:50) Assists: Fehr, Kühnhackl Chad Ruhwedel (14:06) Assist: Malkin | Rapport | Första perioden: — Andra perioden: (11:14) Jakub Voráček Assist: MacDonald Tredje perioden: (6:48) Shayne Gostisbehere (PP) Assists: Giroux, Schenn | Pittsburgh, Pennsylvania, USA Publik: 67 318 Domare: Eric Furlatt & Ian Walsh Linjedomare: Derek Amell & Brad Kovachik | Pittsburgh, Pennsylvania, USA Publik: 67 318 Domare: Eric Furlatt & Ian Walsh Linjedomare: Derek Amell & Brad Kovachik |
|  |                  | |         | | Pittsburgh, Pennsylvania, USA Publik: 67 318 Domare: Eric Furlatt & Ian Walsh Linjedomare: Derek Amell & Brad Kovachik | Pittsburgh, Pennsylvania, USA Publik: 67 318 Domare: Eric Furlatt & Ian Walsh Linjedomare: Derek Amell & Brad Kovachik |
|  |                  | |         | | Pittsburgh, Pennsylvania, USA Publik: 67 318 Domare: Eric Furlatt & Ian Walsh Linjedomare: Derek Amell & Brad Kovachik | Pittsburgh, Pennsylvania, USA Publik: 67 318 Domare: Eric Furlatt & Ian Walsh Linjedomare: Derek Amell & Brad Kovachik |

#### Matchstatistik
|                     | Pittsburgh Penguins | Philadelphia Flyers |
| ------------------- | ------------------- | ------------------- |
| Powerplay           | 1/5                 | 1/4                 |
| Tacklingar          | 50                  | 39                  |
| Vunna tekningar (%) | 41                  | 59                  |
| Blockerade skott    | 12                  | 16                  |
| Utvisningsminuter   | 10                  | 12                  |

| Period | Pittsburgh Penguins | Philadelphia Flyers |
| ------ | ------------------- | ------------------- |
| Första | 7                   | 16                  |
| Andra  | 11                  | 12                  |
| Tredje | 11                  | 10                  |
| Totalt | 29                  | 38                  |

#### Utvisningar
| Spelare         | Utvisning       | Utvisningsminuter | Tid             |
| Första perioden | Första perioden | Första perioden   | Första perioden |
| --------------- | --------------- | ----------------- | --------------- |
| Jevgenij Malkin | Throwing stick  | 2:00              | 13:21           |
| Andra perioden  |                 |                   |                 |
| Eric Fehr       | Roughing        | 2:00              | 12:40           |
| Chris Kunitz    | Roughing        | 2:00              | 09:10           |
| Tredje perioden |                 |                   |                 |
| Jake Guentzel   | Holding         | 2:00              | 13:26           |
| Cameron Gaunce  | Holding         | 2:00              | 08:41           |
| Källa:          |                 |                   |                 |

| Spelare                                            | Utvisning       | Utvisningsminuter | Tid             |
| Första perioden                                    | Första perioden | Första perioden   | Första perioden |
| -------------------------------------------------- | --------------- | ----------------- | --------------- |
| Ivan Provorov                                      | Hakning         | 2:00              | 03:35           |
| Andra perioden                                     |                 |                   |                 |
| Shayne Gostisbehere                                | Interference    | 2:00              | 14:52           |
| Dale Weise                                         | Roughing        | 2:00              | 09:10           |
| Brandon Manning                                    | Holding         | 2:00              | 00:51           |
| Tredje perioden                                    |                 |                   |                 |
| Shayne Gostisbehere                                | Interference    | 2:00              | 4:19            |
| Wayne Simmonds                                     | Slashing        | 2:00              | 2:00            |
| Termer: Förseelser som leder till utvisningsstraff |                 |                   |                 |

### Statistik

#### Pittsburgh Penguins

##### Utespelare
| Spelare          | Mål | Assists | Poäng | +/− | Utvisningsminuter | Skott | Vunna tekningar (%) | Tacklingar | Tid på isen |
| ---------------- | --- | ------- | ----- | --- | ----------------- | ----- | ------------------- | ---------- | ----------- |
| Jake Guentzel    | 0   | 2       | 2     | 0   | 2                 | 2     | —                   | 3          | 13:17       |
| Nick Bonino      | 1   | 0       | 1     | 0   | 0                 | 2     | 50                  | 2          | 12:25       |
| Sidney Crosby    | 1   | 0       | 1     | 0   | 0                 | 2     | 38                  | 2          | 20:47       |
| Matt Cullen      | 1   | 0       | 1     | +1  | 0                 | 3     | 44                  | 0          | 14:26       |
| Chad Ruhwedel    | 1   | 0       | 1     | +1  | 0                 | 1     | —                   | 0          | 12:37       |
| Brian Dumoulin   | 0   | 1       | 1     | +1  | 0                 | 1     | —                   | 3          | 23:18       |
| Eric Fehr        | 0   | 1       | 1     | +1  | 2                 | 0     | —                   | 3          | 10:03       |
| Tom Kühnhackl    | 0   | 1       | 1     | +1  | 0                 | 2     | —                   | 8          | 12:57       |
| Jevgenij Malkin  | 0   | 1       | 1     | +1  | 2                 | 1     | 43                  | 0          | 20:08       |
| Scott Wilson     | 0   | 1       | 1     | +1  | 0                 | 2     | —                   | 1          | 9:00        |
| Ian Cole         | 0   | 0       | 0     | +1  | 0                 | 3     | —                   | 4          | 24:37       |
| Cameron Gaunce   | 0   | 0       | 0     | 0   | 2                 | 0     | —                   | 5          | 10:06       |
| Carl Hagelin     | 0   | 0       | 0     | +1  | 0                 | 0     | —                   | 4          | 14:36       |
| Ron Hainsey      | 0   | 0       | 0     | +1  | 0                 | 1     | —                   | 4          | 21:08       |
| Patric Hörnqvist | 0   | 0       | 0     | 0   | 0                 | 3     | 0                   | 3          | 13:48       |
| Phil Kessel      | 0   | 0       | 0     | +1  | 0                 | 2     | —                   | 1          | 19:05       |
| Chris Kunitz     | 0   | 0       | 0     | 0   | 2                 | 4     | 0                   | 6          | 15:20       |
| Justin Schultz   | 0   | 0       | 0     | 0   | 0                 | 1     | —                   | 1          | 24:08       |
| Källa:           |     |         |       |     |                   |       |                     |            |             |

##### Målvakt
| Spelare     | Skott mot sig | Räddningar | Insläppta mål | Räddningsprocent | Utvisningsminuter | Tid på isen |
| ----------- | ------------- | ---------- | ------------- | ---------------- | ----------------- | ----------- |
| Matt Murray | 38            | 36         | 2             | 0,947            | 0                 | 60:00       |
| Källa:      |               |            |               |                  |                   |             |

#### Philadelphia Flyers

##### Utespelare
| Spelare                  | Mål | Assists | Poäng | +/− | Utvisningsminuter | Skott | Vunna tekningar (%) | Tacklingar | Tid på isen |
| ------------------------ | --- | ------- | ----- | --- | ----------------- | ----- | ------------------- | ---------- | ----------- |
| Shayne Gostisbehere      | 1   | 0       | 1     | -2  | 4                 | 3     | —                   | 1          | 17:51       |
| Jakub Voráček            | 1   | 0       | 1     | 0   | 0                 | 4     | —                   | 1          | 17:10       |
| Claude Giroux            | 0   | 1       | 1     | +1  | 0                 | 0     | 61                  | 0          | 18:02       |
| Andrew MacDonald         | 0   | 1       | 1     | 0   | 0                 | 2     | —                   | 0          | 21:19       |
| Brayden Schenn           | 0   | 1       | 1     | -1  | 0                 | 4     | 53                  | 3          | 18:21       |
| Pierre-Édouard Bellemare | 0   | 0       | 0     | 0   | 0                 | 1     | 64                  | 3          | 12:26       |
| Nick Cousins             | 0   | 0       | 0     | -1  | 0                 | 2     | —                   | 1          | 13:39       |
| Sean Couturier           | 0   | 0       | 0     | -2  | 0                 | 4     | 62                  | 1          | 17:55       |
| Radko Gudas              | 0   | 0       | 0     | 0   | 0                 | 3     | —                   | 10         | 18:36       |
| Brandon Manning          | 0   | 0       | 0     | 0   | 2                 | 1     | —                   | 2          | 18:38       |
| Ivan Provorov            | 0   | 0       | 0     | 0   | 2                 | 3     | —                   | 3          | 23:38       |
| Michael Raffl            | 0   | 0       | 0     | -1  | 0                 | 1     | —                   | 2          | 10:34       |
| Matt Read                | 0   | 0       | 0     | 0   | 0                 | 1     | —                   | 3          | 5:44        |
| Wayne Simmonds           | 0   | 0       | 0     | 0   | 2                 | 3     | —                   | 3          | 19:01       |
| Mark Streit              | 0   | 0       | 0     | -2  | 0                 | 2     | —                   | 0          | 16:47       |
| Chris VandenVelde        | 0   | 0       | 0     | 0   | 0                 | 1     | —                   | 2          | 15:43       |
| Jordan Weal              | 0   | 0       | 0     | -1  | 0                 | 3     | 0                   | 2          | 15:43       |
| Dale Weise               | 0   | 0       | 0     | -2  | 2                 | 0     | —                   | 2          | 11:14       |
| Källa:                   |     |         |       |     |                   |       |                     |            |             |

##### Målvakt
| Spelare         | Skott mot sig | Räddningar | Insläppta mål | Räddningsprocent | Utvisningsminuter | Tid på isen |
| --------------- | ------------- | ---------- | ------------- | ---------------- | ----------------- | ----------- |
| Michal Neuvirth | 29            | 25         | 4             | 0,862            | 0                 | 60:00       |
| Källa:          |               |            |               |                  |                   |             |